# Шевчук Оксана Олегівна
Оксана Олегівна Шевчук (нар. 21 квітня 1980, м. Хмельницький) — українська вчена у галузі медицини, доктор медичних наук (2021), професор (2021), професор кафедри фармакології з клінічною фармакологією Тернопільського національного медичного університету імені І. Я. Горбачевського.

## Життєпис
У 2004 році з відзнакою закінчила Тернопільську державну медичну академію імені І. Я. Горбачевського за спеціальністю «Лікувальна справа».
У 2005 році здобула кваліфікацію магістра медицини з терапії (диплом з відзнакою). Того ж року отримала сертифікат спеціаліста з «Терапії».
З 2006 року працює у Тернопільському національному медичному університеті імені І. Я. Горбачевського на кафедрі фармакології: старший лаборант, аспірант кафедри, асистент, доцент, професор. 
З 2013 року – керівник наукового відділу ТНМУ.

## Наукова діяльність
У 2008 році вступила в аспірантуру при кафедрі фармакології.
У 2011 році захистила кандидатську дисертацію на здобуття наукового ступеня кандидата медичних наук за спеціальністю 14.03.05 — фармакологія на тему «Фармакологічна корекція глутаргіном та ентеросгелем ураження печінки при комбінованому застосуванні антимікобактеріальних та антиретровірусних препаратів (експериментальне дослідження)» в ДУ «Інститут фармакології та токсикології МОЗ України», науковий керівник проф. К.А. Посохова.
У 2020 році захистила дисертацію на здобуття наукового ступеня доктора медичних наук на тему «Обґрунтування застосування вуглецевих ентеросорбентів та препаратів гранулоцитарного колонієстимулюючого фактора для мінімізації побічних реакцій протипухлинних лікарських засобів» у спеціалізованій вченій раді Д.26.550.01 при ДУ «Інститут фармакології та токсикології НАМН України», науковий консультант проф. К.А. Посохова.
Наукові інтереси: профілактика та корекція побічної дії лікарських засобів (антиретровірусних, протитуберкульозних, антинеопластичних препаратів); інноваційні методи захисту кісткового мозку; дослідження ефективності вітчизняних ентеросорбентів; вивчення молекулярних механізмів розвитку ендотеліальної дисфункції, гіперкоагуляції та судинного тромбозу в осіб, які перехворіли на COVID-19 різного ступеня тяжкості.
Автор та співавтор понад 200 наукових публікацій, включаючи 3 навчально-методичних посібників, 4 монографії, 8 патентів України.
Редакційна та громадська робота
- Член Асоціації фармакологів України
- Член міжнародного товариства фармакологів IUPHAR.
- Відповідальний секретар журналу «International Journal of Medicine and Medical Research» (з 2018 і донині)[6]
- Член редколегії журналу «Інфекційні хвороби» (2020 — дотепер)[7].

## Державні нагороди України
- Переможець конкурсу наукових робіт на присудження премії імені Івана Горбачевського за напрямком «Досягнення в науково-дослідницькій діяльності з проблем клінічної медицини та стоматології» зі спільним проєктом «Розробка спеціалізованого телемедичного обладнання і лікувально-реабілітаційних методик для надання дистанційної реабілітації пацієнтам з травмами та захворюваннями опорно-рухового апарату». Автори Андрій Цвях, Андрій Господарський, Оксана Шевчук. (2021)[8].
- Переможець регіонального відбору на здобуття відзнаки «Орден Святого Пантелеймона» у номінації «За досягнення в міжнародному співробітництві в охороні здоров’я» (2021)[9].
- Премія Тернопільської міської ради як кращому науковцю Тернопільської міської територіальної громади (2020)[10].
- Почесна грамота Кабінету Міністрів України за вагомий внесок у забезпечення реалізації державної політики у галузі освіти і науки, підготовку висококваліфікованих фахівців, сумлінну працю та високий професіоналізм (2019)[11].
- Почесна грамота обласної ради і обласної державної адміністрації молодим науковцям університету (2015)[12].